# Jukums Vācietis

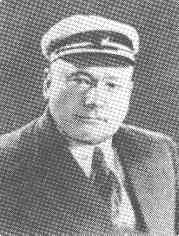
Jukums Vācietis

Jukums Vācietis (* 11. Novemberjul. / 23. November 1873greg. in Jaunmuiža (Gemeinde Jaunlutriņi), Bezirke Saldus, Gouvernement Kurland; † 28. Juli 1938; russisch Иоаким Иоакимович Вацетис, Joakim Joakimowitsch Wazetis) war ein lettischstämmiger Offizier und kurzzeitiger Oberbefehlshaber der Roten Armee im russischen Bürgerkrieg. Obwohl er niemals Mitglied der Kommunistischen Partei war, machte er in der Sowjetunion Karriere. Damit war er eine der wenigen parteilosen Personen, die in der Sowjetunion einen hohen Posten bekleideten.

## Leben
Der in Jaunmuiža im Gouvernement Kurland geborene Jukums Vācietis begann seine militärische Karriere 1891 in der Armee des russischen Zaren. Während des Ersten Weltkriegs kommandierte er zuletzt im Range eines Obersts das fünfte lettische Schützenregiment aus Semgallen. Nach der Oktoberrevolution schloss er sich mit seinen Männern den Bolschewiki an. Bei diesen wurde er zunächst zum Kommandeur der sogenannten Division der Roten Lettischen Schützen, einem Eliteverband der Roten Armee im russischen Bürgerkrieg, ernannt. Von Juli bis September 1918 war er Befehlshaber der gesamten Ostfront der Roten Armee. Danach wurde er der erste Oberbefehlshaber aller sowjetischen Militärverbände und war vom 4. September 1918 bis zum 8. Juli 1919 ein Mitglied des Revolutionären Kriegsrats. Vacietis ließ als Befehlshaber der Roten Lettischen Schützen den Kontakt zu Kommandeuren der deutschen Truppen, die 1918 und 1919 weiterhin in Lettland standen, nicht abreißen. Im Juli 1919 wurde er der Mitgliedschaft in einer konterrevolutionären Organisation bezichtigt und aufgrund dieser falschen Behauptung verhaftet.
Nach seiner Entlassung aus der Haft wurde er 1922 Professor an der sowjetischen Militärakademie, der späteren Frunse-Militärakademie.
Am 29. November 1937 wurde er während des Großen Terrors, der sich insbesondere auch gegen lettischstämmige Offizielle richtete, unter der falschen Anklage der Mitgliedschaft in einer faschistischen lettischen Organisation verhaftet und bald darauf am 28. Juli 1938 hingerichtet. Nach dem Tod Stalins wurde er 1957 rehabilitiert.